# Jean Izamo
Jean Izamo (mort en janvier 1966) est un militaire centrafricain, chef de la gendarmerie de la République centrafricaine. Il est mort à la suite du coup d'État de la Saint-Sylvestre, séquestré, torturé et laissé sans soins dans une prison.